# Военный пост в гавани Находка
Военный пост в гавани Находка — пост Сибирской военной флотилии в бухте Находка, основанный в 1864 году.
Первоначально располагался «в глубине» бухты (на ранней карте показан в районе Моручилища). Рядом с постом в том же году образовано первое в бухте русское гражданское поселение. С 1867 до 1873 года деятельность поста была связана с удельной факторией Находка, располагавшейся на территории современного НСРЗ, куда и переместился пост. После начала так называемой «манзовской войны» (1867—1868) китайцы предприняли попытку захватить Находку, нападение было отражено вооружённым отрядом К. С. Старицкого.  В 1877 году здания бывшей фактории стояли совершенно пустыми. Для наблюдения за остатками строений фактории было оставлено несколько матросов.

## История

### Первые годы существования
Военные посты на побережье Приморья возникли в 1858—1860 годах в заливе Ольги, бухтах Новгородская и Золотой Рог. Все посты в южных гаванях управлялись из Николаевска, находясь в подчинении командира Сибирской флотилии. Согласно постановлениям Департамента уделов (1871), пост в гавани Находка находился под начальством местного военного губернатора. В «Гидрографическом обзоре берегов залива Петра Великого в Японском море» (1872) М. А. Клыков сообщал: «Гавань Находка у манзов, туземцев края, считается лучшим местом ловли морской капусты… Хотя она была открыта ещё в 1859 году, но фактически занята нами только в 1864 году основанием поста в глубине её из одного унтер-офицера и четырёх рядовых. В один и тот же год также было сделано первое поселение на реке Сучан уволенных ссыльных поселенцев». Первым командиром поста Находка был поручик Герасимов Михаил Наумович.
В 1864 году сюда прибыли первопоселенцы, которые частью поселились на Сучане, где основали селения Владимировку и Александровку, а частью остались проживать рядом с военным постом на берегу бухты Находка: «Рядом с военным постом пожелали поселиться 4 семьи из числа прибывших ссыльных из Сахалина: Кобылин Константин (староста), Катылевский Пётр, Жеголев Василий, Пашкин Иван и холостой Непомнящих Василий». Эти крестьяне, вероятно, переселились на Сучан, так как их фамилии в статистике про Находку больше не встречались. Через несколько лет М. А. Клыков снова посетил Находку и отметил, что пост по-прежнему незначительный, так как ссыльнопоселенцы предпочитали селиться на плодородных почвах долины реки Сучан, а не на морском берегу, окружённого скалами и болотистой низиной. Первые поселенцы, обосновавшиеся на Сучане, прибыли морским путём двумя группами: в 1864 году — из Николаевска и в 1865 году — вятские крестьяне из села Жеребцовского на нижнем Амуре.
В 1867 году бухту Находка посетил английский корабль: «Здесь мы высадили нашего русского попутчика М. Будищева, географического инженера русской службы, который возвращался к своим обязанностям сюда. Его единственный блокгауз был замечен в начале бухты — единственный признак, за исключением китайской маньчжурской рыбацкой хижины, человеческого жилья. Четверо русских солдат, товарищи по хижине нашего друга топографа, провели здесь три года и настолько увлечены этим местом, что подыскивали себе место для дальнейшего проживания. Наш друг, говоря о своих товарищах-солдатах, упомянул, как особый знак удачи, что только один из трёх был „ivrogne“».

### Восстание на Сучане
В сентябре 1867 года офицеру корпуса лесничих подпоручику Петровичу, находившемуся на посту в гавани Находка, было предписано начальником Суйфунского военного округа подполковником Дьяченко «внушать манзам, живущим по Сучану, повиноваться русским законам. Когда этот офицер собрал манзовских старшин и объявил им приказ через переводчика, то все они единогласно отвечали: „Мы издавна управляемся сами собою и вовсе не желаем и не будем подчиняться законам русским, тем более, что мы вовсе не русские подданные“. Мало того, когда подпоручик Петрович стал грозить им взысканием за неисполнение его приказаний, то они прямо сказали ему, что русских здесь на посту всего 7 человек, а у них с собою есть около 150 манз, и следовательно в случае нужды они могут употребить в дело силу; при том, что грозили переводчику (Владивостокской постовой команды унтер-офицер Шехин) убить его за то, что он, зная их язык, будто бы настраивает ко всему этому своего офицера». 10 ноября 1867 года сучанский участковый начальник подпоручик Петрович сообщал начальнику Новгородского поста и Суйфунского округа подполковнику Я. В. Дьяченко, что местные старшины манзов отказались «подчиняться русским законам». В декабре среди манз, живших в окрестностях бухты Находка и на Сучане, начались беспорядки. После начала так называемой «манзовской войны» китайцы предприняли попытку захватить Находку, нападение было отражено вооружённым отрядом К. С. Старицкого. На стороне Старицкого в Находке было 65 человек (35 солдат, 9 матросов и 21 крестьянин) против нескольких сот вооружённых китайцев — сучанских манз, имея при этом в окрестных бухточках до сотни ловцов морской капусты.
Тем временем, 17 октября 1867 года во Владивосток прибыли первые чиновники Сибирского удельного ведомства — фельдшер М. И. Иванов и секретарь Н. А. Крюков с семьёй. В Находке им было предоставлено жильё на зимний период в одной из казарм поста. 22 октября 1867 года Г. В. Фуругельм вместе с чиновниками удельного ведомства — И. С. Шишкиным и А. И. Кунце отправился из Николаевска на судне местного торговца Филиппеуса в Находку. Войдя в залив Америка, судно встало на якорь против мыса Астафьева. Фуругельм приветствовал на берегу начальника поста Герасимова. Герасимов сообщил пост был укреплён и увеличен до 76 солдат, которые уже начали валить лес и расчищать площадку под строительство. По заданию солдаты должны были участвовать в строительстве гражданских помещений. В дальнейшем им предстояло построить военные помещения: казармы, караульную, карцер, кухню и баню. Военный губернатор И. В. Фуругельм сообщал, что начальник поста поручик Герасимов по указанию начальника Суйфунского округа произвёл перепись населения земель Сибирского удельного ведомства, на которых, как следовало из переписи, проживал 391 человек. Г. В. Фуругельм отправил в Петербург первую телеграмму, в которой сообщал: «Военный пост в бухте Находка состоит в настоящее время из 100 человек нижних чинов, помещённых временно в землянках. На месте предполагаемой удельной  фактории возведён пока один дом, ещё не отделанный, а для нижних чинов строится временное помещение». На главной улице фактории перпендикулярно береговой линии намечено было построить жилые дома для членов управления, колонистов и начальника поста Герасимова.

### После усмирения восстания
После усмирения восстания китайского населения на Сучане в январе 1868 года подполковник Дьяченко усилил гарнизон поста в Находке и распорядился передислоцировать сюда одну из рот 3-го Восточно-сибирского линейного батальона. Командир «Алеута» для защиты фактории в Находке 22 апреля отправил туда на железном баркасе 25 солдат. 1 мая в Находке на палубном железном баркасе с десантным орудием и девятью матросами появился лейтенант Старицкий, направленный туда подполковником Дьяченко. В Находке Старицкий принял командование над людьми поручика Петровича, который был ранен на Аскольде. Пост в Находке из 35 солдат стал убежищем для жителей русских сёл: крестьяне укрывались в Находке с ценным имуществом и скотом с 3 мая по 11 июня. Суда Сибирской флотилии с самого начала кампании принимали участие в перевозке и снабжении некоторых отрядов, и прежде всего «Алеут». 31 мая на помощь ему в Находку пришёл пароход «Америка» из Николаевска под командованием капитан-лейтенанта Н. А. Наумова. В середине июня «Америка» снова зашла в Находку с генерал-губернатором на борту. По распоряжению М. С. Корсакова лейтенант Старицкий передал командование постом поручику Садовникову. На встрече председателя департамента уделов и генерал-губернатора Восточной Сибири М. С. Корсаков в Санкт-Петербурге в 1868 году было принято одно из решений относительно устройства Сибирского удельного ведомства: «Для безопасности фактории в гавани Находка организовать постоянный военный пост в 30 человек нижних чинов и офицеров».
В 1868 году было принято решение перенести центр флотилии на Тихом океане из Николаевска в более удобные гавани на юге, оставалось только остановиться в выборе месте. Были предложены бухты Находка, Восток, Стрелок, Золотой Рог, Новик и Посьет. Все эти гавани удовлетворяли требованиям морского порта, «и каждая из них имела своих горячих адвокатов, но преобладающее значение получили Владивосток и Посьет».
На 25 ноября (6 декабря) 1869 года было намечено новоселье в новом доме О. В. Линдгольма против фактории на мысе Астафьева, который Линдгольм предложил назвать «дача Находка». На новоселье был приглашён командир военного поста капитан Бьюркстен. Н. П. Синельников: «Кроме довольно красивых домов, устроенных для служащих управления и постовой команды, виднелись на другой стороне бухты частные дома китоловов».
В январе 1870 года в Находку прибыл новый начальник постовой службы поручик Биерксянс, при котором случилось первое серьёзное столкновение между манзами и колонистами. 2 октября А. И Кунце был направлен депутатом от удельного управления для участия в следствии, которое вёл начальник постовой охраны по случаю кражи нижними чинами денег из казны удельного ведомства. Для удельных чиновников, солдат и офицеров поста служил русский священник.
25 мая 1873 года имущество удельного ведомства было передано Сибирскому морскому ведомству, чиновники удельного управления отбыли в Петербург.

### Последние свидетельства
14 августа 1873 года английский корабль «Dwarf» по пути из Японии, проходя российские владения, направился в гавань Находка. Здесь находилось небольшое русское военное поселение, состоявшее из двух офицеров и 50 человек, других поселенцев не было. Прежде поселение состояло из 200 человек. Дома были хорошо построены из больших брёвен, многие дома приходили в упадок. Гавань была слишком мелкой для крупных судов.
16 (28) августа 1873 года в бухту Находка вошёл корвет «Витязь». По сообщению его командира: «эта прекрасная, спокойная бухта с красивыми берегами, была покинута как русскими, так и манзами». 
В 1877 году здания бывшей фактории стояли совершенно пустыми. В бухте Находка никто не жил. Для наблюдения за остатками строений было оставлено несколько матросов.

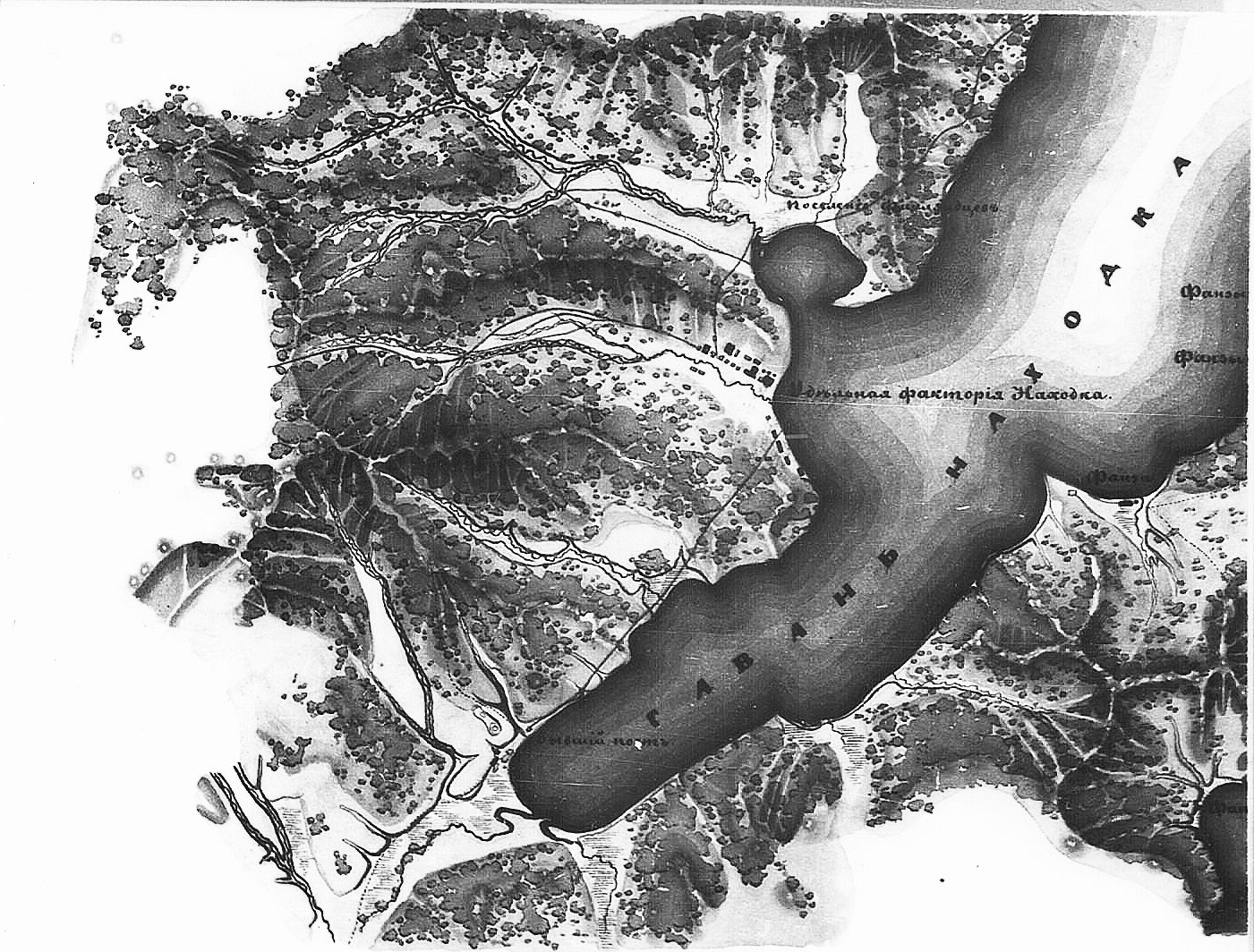
План гавани Находка. В вершине бухты показан «Бывший пост» (ок. 1870)
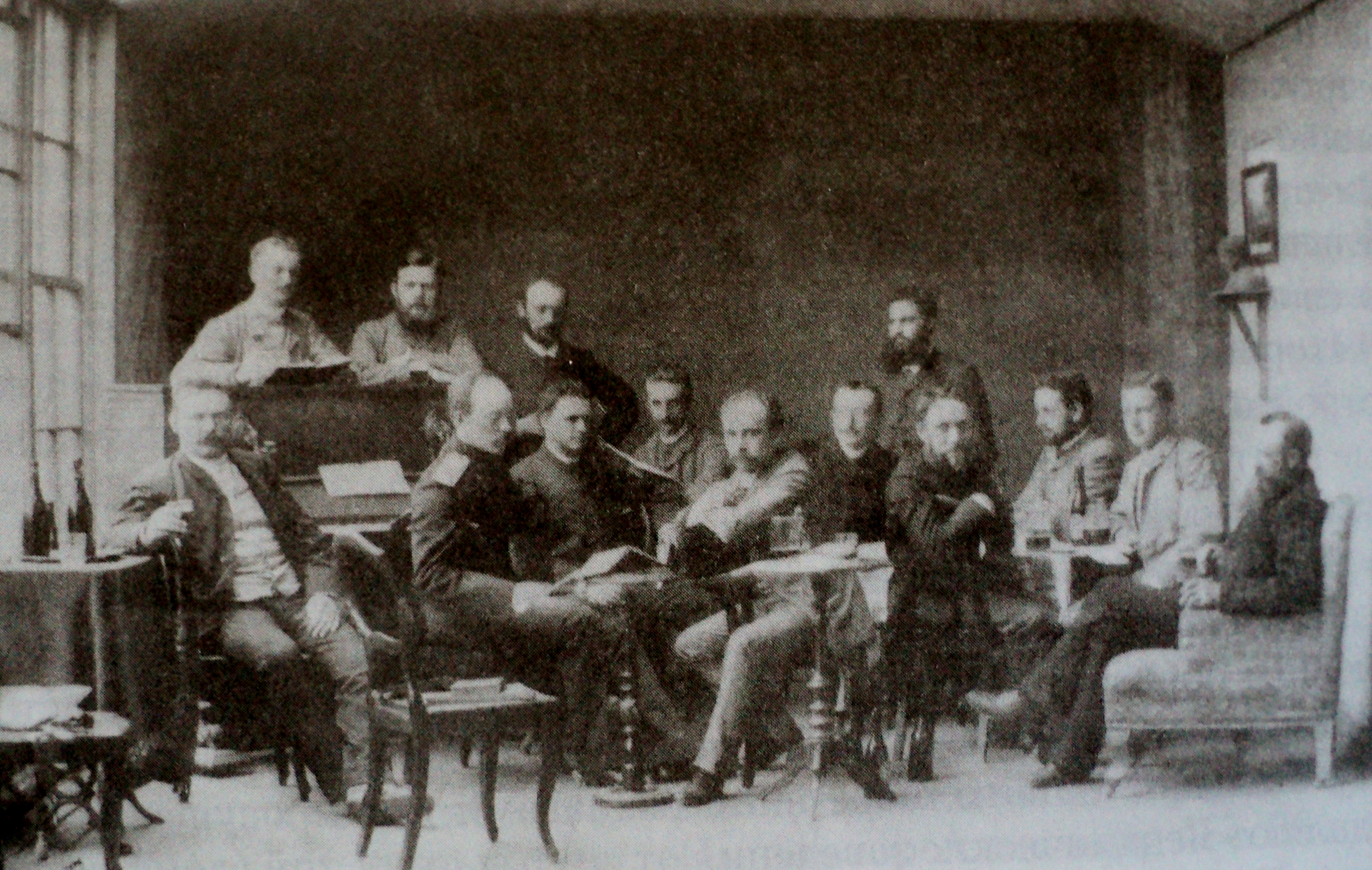
Группа финских переселенцев. Начальник военного поста поручик Биерксянс (1870)
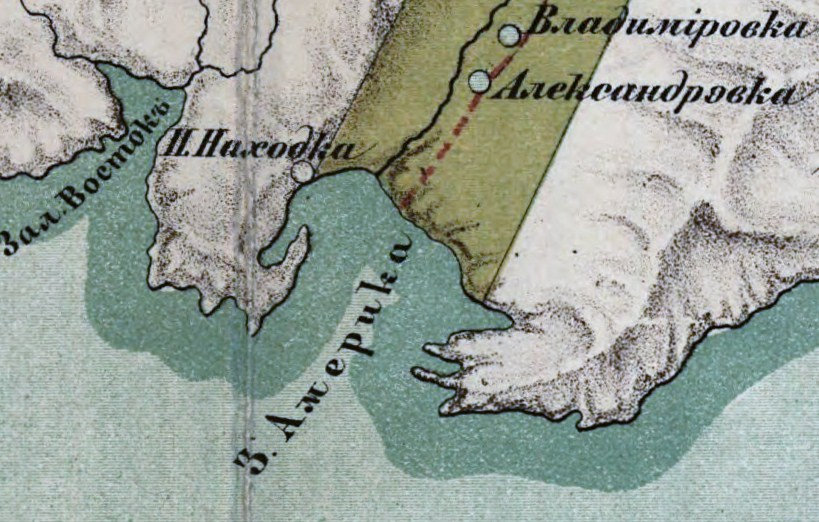
Посёлок Находка: показан приблизительно в районе Лесозавода